# Relación diámetro/carrera

Relación diámetro/carrera (animación).

La relación diámetro/carrera se utiliza para definir una de las principales características mecánicas de un motor de explosión alternativo. Es una condición propia de la geometría de los pistones, directamente relacionada con parámetros como la relación de compresión y el régimen de giro, que a su vez influyen en la potencia de un motor. En los turismos suelen ser habituales valores bajos (carrera larga) primando la durabilidad del motor, mientras que en la alta competición, como la Fórmula 1, en la que el número de revoluciones del motor es determinante, suelen ser valores altos (carrera corta).
En ocasiones se utiliza el valor inverso, es decir, la relación entre la carrera y el diámetro.
Existen bielas que cuentan con un mecanismo que modifica por medio de un bastidor, el pie de biela(donde va el perno del pisotón), que tiene un buje excéntrico, permitiendo modificar el largo de la carrera, en marcha.

## Cálculo
La relación entre el diámetro y la carrera es un parámetro adimensional. Se calcula dividiendo el diámetro por la carrera del pistón de un motor de explosión, expresando ambas cantidades con la misma unidad (por ejemplo, en milímetros):
{\displaystyle relaci{\acute {o}}n\,di{\acute {a}}metro\,carrera={di{\acute {a}}metro \over carrera}}

## Clasificación

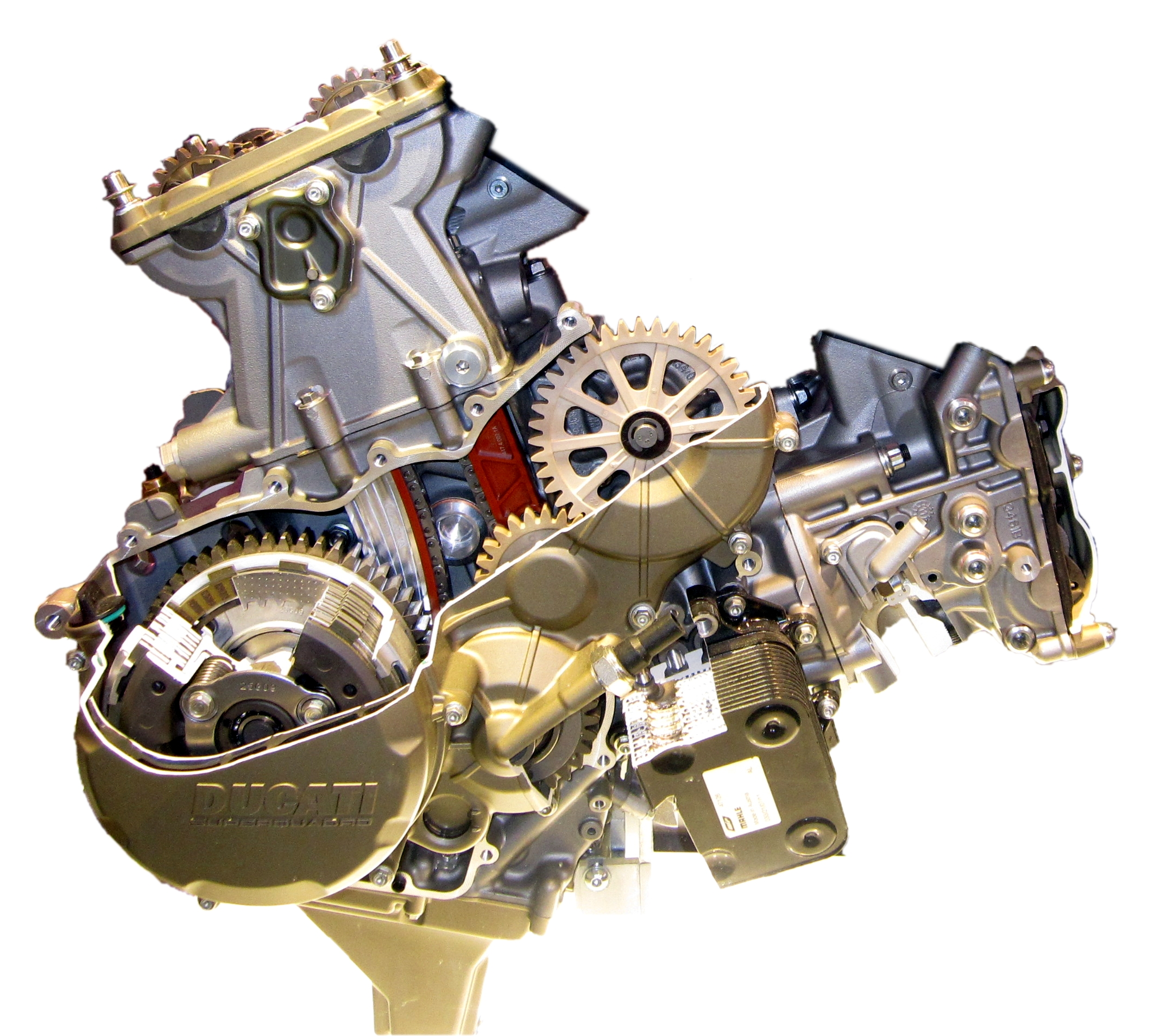
Ducati Superquadro, motor de la Ducati 1199 Panigale. La cilindrada es de 1198 cm3, formada por dos cilindros, de 112 mm de diámetro y 60 mm de carrera, un perfecto ejemplo de un motor supercuadrado.

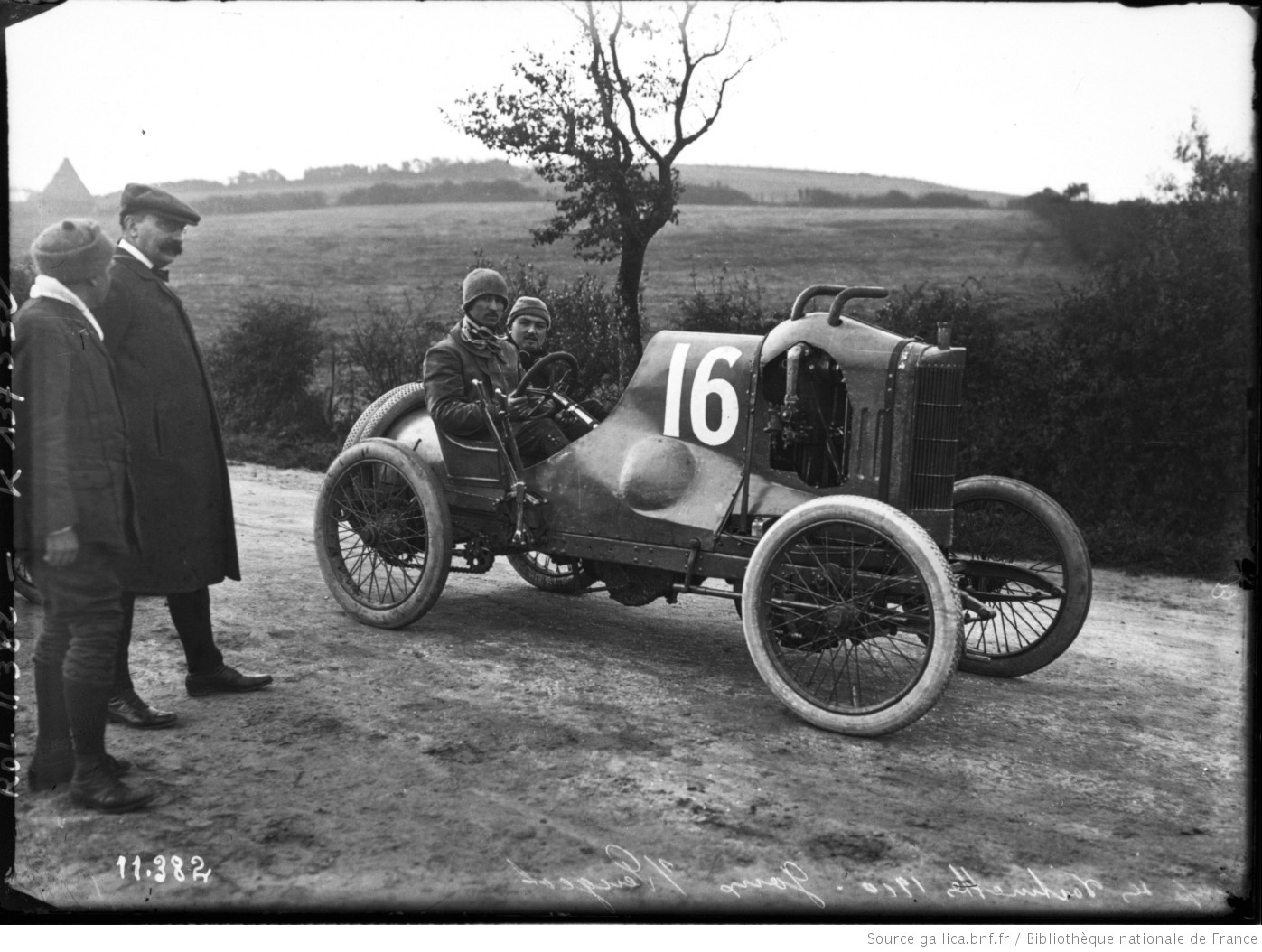
Ejemplo de un caso extremo de un motor de carrera larga: un Lion-Peugeot de 1910, con un motor bicilíndrico V2 de 80 mm x 280 mm (2816 cm³) diseñado por Michaux. Esta configuración tan extraña fue el resultado de una reglamentación que limitaba el diámetro de los cilindros, pero no su cubicaje

Según el valor de la relación existente entre el diámetro y la carrera, los motores se denominan de la siguiente manera:
- Motor "cuadrado", en caso de que las dos medidas sean iguales;[4]

- Motor "supercuadrado" o de "carrera corta", si el diámetro es mayor que la carrera;[5]
- Motor "subcuadrado" o de "carrera larga", en caso de que el diámetro sea menor que la carrera.[6]

## Motor super-cuadrado
La elección del diámetro para un motor de una determinada cilindrada está determinada por el resultado que se quiera obtener. De hecho, dependiendo de cuánto más grande sea el diámetro, más tendrá que disminuir la carrera, lo que conlleva ciertas ventajas y desventajas:

### Ventajas
Con la misma cilindrada, el uso de una alta relación diámetro/carrera (supercuadrado) conduce a ciertas ventajas:
- Superficie lateral menor, con un diámetro mayor y una carrera más corta, tiene una superficie de contacto más pequeña entre el pistón y el cilindro, lo que permite una menor dispersión de energía debido a la fricción, calculable con la fórmula

S = D × π × C
donde S es la superficie de contacto, D es el diámetro del pistón y C es su carrera.
- Velocidades de rotación más altas, uno de los parámetros característicos de un motor es la velocidad promedio del pistón, que representa las tensiones debidas a las fuerzas de inercia del mecanismo de la manivela. Al reducir la carrera del motor, se pueden alcanzar velocidades de rotación más altas para la misma velocidad promedio del pistón.
- Vibraciones menores, el pistón y la biela están sujetos a una velocidad más baja (a rpm y cilindradas iguales), y durante las rotaciones desarrollan menos inercia y crean menos vibraciones.

#### Solo para 4 tiempos
- Mejor eficiencia volumétrica: con estas medidas se mejora el llenado del cilindro, ya que se pueden usar válvulas de hongos más grandes, gracias al mayor espacio disponible en la culata. Las válvulas más grandes, son esenciales para la respiración del motor a altas revoluciones y, por lo tanto, absolutamente necesarias para disponer de la máxima potencia que se puede obtener con todos los demás factores iguales.

#### Solo para 2 tiempos
Solo para los motores de dos tiempos, el uso de un pistón (y por ende, un cilindro) de gran diámetro conduce a ciertas ventajas:
- Menos contacto entre el gas fresco y el gas de combustión, con un mayor diámetro (por ejemplo, en un motor de 125 cc, una configuración de 56 mm × 50,6 mm frente a una de 54 mm × 54,5 mm) se produce una dinámica de fluidos diferente, que permite un menor frente de contacto entre los dos elementos, lo que permite tener una menor dispersión de la mezcla fresca y en consecuencia también mejorar el llenado del cilindro.
- Mejor enfriamiento, esto se deriva de la menor distancia entre las áreas no cubiertas por el circuito de enfriamiento, debido a la sincronización del cilindro, al tiempo que permite una mejor conducción del calor por continuidad.

### Desventajas
El uso de un pistón o cilindro de gran diámetro también conlleva ciertas desventajas:
- La menor estanqueidad del segmento, la menor hermeticidad de las bandas elásticas y de las juntas anulares, se debe a que todos estos segmentos ejercen la misma resistencia (determinada por el tipo de material, la forma y las medidas), pero se desarrollan en una superficie más grande, creando así una menor presión, reduciendo la estanqueidad al gas y en el caso de los motores de cuatro tiempos también al aceite de motor.
- Menor eficiencia térmica, esto viene dado por una cámara de combustión más grande, ya que para tener la misma relación de compresión, además del hecho de que debe ser más ancha, también debe ser más aplastada, lo que aumenta el tiempo de la combustión.
- Principales fuerzas en juego, con el mismo desplazamiento y par motor, un motor de carrera corta tiene mayores fuerzas durante la fase de combustión y expansión, que deben ser soportadas por los primeros componentes del motor en rotación, como bielas y pistones.
- Cabeceo, favoreciendo el ancho del pistón con respecto a la altura de la carrera, se facilita la oscilación de la posición del pistón respecto al cilindro hacia adelante y hacia atrás, acentuando este fenómeno.

#### Solo para 2 tiempos
Solo para motores de dos tiempos, el uso de un pistón o cilindro de gran diámetro también conlleva ciertas desventajas:
- Peor rendimiento volumétrico, el motor 2T, a diferencia del 4T, respira a través de las paredes del cilindro y no a través de la culata, dado que la carrera varía linealmente con el desplazamiento, mientras que el diámetro varía cuadráticamente, al igual que todos los demás factores (cilindrada, desfases, relación de compresión). Un motor de carrera corta tendrá un área de paso para los gases inferior al de un motor cuadrado o de carrera larga y, por lo tanto, valores de par y potencia más bajos.
- Precisión menor para la sincronización, debido a las características del motor, tener una carrera corta significa disponer de márgenes de error más pequeños para el mismo resultado cualitativo, ya que la sincronización está condicionada por la altura de la carrera. Una determinada imprecisión de construcción en el fundido o mecanizado del motor (por ejemplo, 0,5 mm) afecta mucho más a un sistema mecánico de carrera corta que a uno de carrera larga. Esto implica que con carreras cortas, es necesario utilizar tolerancias de construcción más estrictas para obtener el mismo resultado dinámico.

### Efectos irrelevantes
El uso de un pistón o cilindro de gran diámetro no tiene ventajas ni desventajas para:
- Mayor superficie de la cabeza del pistón, esto conduce a un mayor rendimiento de la combustión, de hecho, al final de la combustión se mantiene una cierta presión, que empuja sobre el pistón, que a su vez recibe una fuerza que será transmitida a la biela, calculable con la fórmula

F = P × S
donde F es la fuerza que se transmite necesariamente a la biela, P es la presión en la cámara de combustión y S es la superficie de la cabeza del pistón.
- Por otro lado, dado que la longitud del brazo del cigüeñal se reduce debido a la carrera más corta, existe la misma entrega de par o fuerza de un motor cuadrado o de uno de carrera larga.[1]

## En general
La elección de las diversas relaciones entre diámetro y carrera, que generalmente varían entre 0.6:1 y 1.4:1, se basa en lo que se intenta obtener del motor. En los turismos, generalmente se usan motores de carrera larga, mientras que en los coches deportivos, como en la Fórmula 1, se utilizan motores super-cuadrados se usan con una proporción de 2.5:1.
Como es fácil de ver, los motores de carrera larga permiten obtener más fácilmente un relaciones de compresión elevadas, pero en los motores supercuadrados los pistones sufren menores tensiones, por lo que pueden alcanzar una velocidad de rotación superior a 40.000 rpm.
Sin embargo, muchos coches deportivos están equipados con motores de carrera larga. Esto viene dado especialmente por la regulación que impone ciertos límites en las revoluciones máximas o medidas que deben respetarse (diámetro y carrera igual a los modelos estándar), como en las competiciones de rallies, en las que desarrollar motores más potentes implica utilizar relaciones de compresión más altas.
En los motores de dos tiempos de los deportes de los años 1980 y los primeros 1990, se usaron relaciones supercuadradas porque los materiales y lubricantes en el mercado requerían una reducción en la fricción interna, con la ventaja de poder alcanzar altos regímenes de operación. Con la mejora progresiva de los materiales utilizados y de los aceites, dada la mayor complicación de realizar ciclos de combustión con rendimientos constantes en regímenes cada vez mayores, así como la gran dificultad en la fabricación de dispositivos electrónicos de encendido que permitiesen altas revoluciones sin aumentar el costo de producción de los vehículos de serie, se pasó, también para estos motores, a una relación sub-cuadrada (carrera larga), que luego se introdujo también en las competiciones, donde permitió mejorar la eficiencia térmica debido a la cámara de combustión más recogida, sin desventajas significativas.

## Entradas relacionadas
- Diámetro (motor)
- Carrera (motor)